# Wout Zijlstra
Wout Zijlstra (Wolsum, 4 augustus 1964) is een professionele Nederlandse krachtsporter en Sterkste Man van Nederland 2001. Hij was een grote concurrent van Berend Veneberg en is zich tijdens en vooral na de "Sterkste Man-competities" gaan richten op de Highland Games, zowel nationaal als internationaal. Tevens heeft hij tweemaal de Elfstedentocht uitgereden. 
Wout Zijlstra was van 2002 tot 2009 wereldrecordhouder "gewicht hooggooien 25 kilo" (onderdeel van de Highland Games-wedstrijden en ook op sommige "Sterkste Man"-wedstrijden). Zijn record staat op 5,70 meter. Dit record is in de Verenigde Staten verbeterd, echter met een 'spin'-techniek die in Europa niet is toegestaan. Met de hier toegestane technieken was hij nog wereldrecordhouder tot september 2013. Bij de Strongman Championsleague in Rusland, in september 2013, gooit IJslander Hafþór Júlíus Björnsson (2,07 lang en ruim 190 kg, bijgenaamd 'Thor') het gewicht ruim over de lat van 6 meter en verbreekt daarmee Zijlstra's jarenlang staande record.

## Beste prestaties
- 1e plaats World's Strongest Team (1998) samen met Berend Veneberg
- 3e plaats Sterkste Man van de Wereld (1998)
- 4e plaats World's Strongest Team (1999) in China samen met Berend Veneberg
- 3e plaats World's Strongest Team (2000) in Hongarije samen met Berend Veneberg
- 1e plaats Sterkste Man van Nederland (2001)
- 3e plaats World's Strongest Team (2001) in Polen samen met Jarno Hams
- 8e plaats Sterkste Man van de Wereld (2001)
- 2e plaats World's Strongest Team (2002) in Heerenveen (NL) samen met Berend Veneberg
- 1e plaats NK Highland Games (professionals) (2003)
- 1e plaats NK Highland Games (professionals) (2004)

## Trivia / diversen
- Zijlstra eiste soms aan het eind van de Nederlandse Sterkste Man-wedstrijden dat zijn naam in het Fries werd omgeroepen als hij een podiumplaats haalde, ook gaf hij soms tussendoor een sneer. Hier werd echter maar een enkele keer gehoor aan gegeven;
- Op 29 november 2018 werd de honderdste aflevering van Help, mijn man is Klusser! uitgezonden. Wat niet werd uitgezonden, maar wel bij RTL Boulevard, was dat de hele crew John Williams op de hak nam en ze bij een huis met een grote, gespierde, agressieve man kwamen, die zei de hele crew in de sloot te gooien. Dat het Wout Zijlstra was, had Williams niet door. Williams bleef ondanks de dreiging toch staan waarop Zijlstra een confettibom rakelings langs Williams gooide tegen een boom, waarna het bij Williams doordrong dat het een grap was vanwege de honderdste aflevering.[1] De honderdste aflevering zelf werd Williams bijna ziek van de stank. Achteraf was hij verbaasd en boos (net als vele kijkers) omdat de vrouw des huizes niet helemaal de waarheid had verteld en erg laconiek was. Ook was het gas niet goed aangesloten en had het stel geluk dat het altijd goed is gegaan;
- Zijlstra greep eind jaren 1990 twee keer net naast de titel Sterkste Man van Nederland. De ene keer had hij een punt minder dan Berend Veneberg, precies bij het laatste onderdeel, waar hij bij het een-na-laatste onderdeel nog een gelijk aantal punten had. De andere keer had hij evenveel punten als Berend Veneberg in totaal, maar won de laatste de titel, omdat deze meer onderdelen had gewonnen, wat bij Zijlstra beide keren tot woede en teleurstelling leidde;
- Op 9 juni 2022 kregen zijn grootouders Hantje en  Minke Zijlstra postuum een Yad Vashem prijs vanwege het laten onderduiken van Joodse mensen [2].